# باکونی‌سوچ
باکونی‌سوچ (به مجاری: Bakonyszücs) یک شهرداری در مجارستان است که در ناحیه پاپا واقع شده‌است. باکونی‌سوچ ۳۵٫۲۱ کیلومتر مربع مساحت و ۳۶۵ نفر جمعیت دارد.